# Kalinagowinterkoning
De kalinagowinterkoning (Troglodytes martinicensis) is een zangvogel uit de familie Troglodytidae (Winterkoningen). Het is een endemische vogelsoort van de Kleine Antillen in het Caraïbisch gebied. 

## Taxonomie
De soort werd in 1866 geldig beschreven door de Engelse vogelkundige Philip Sclater. Dit taxon was lange tijd een ondersoort binnen de soortengroep van de noordelijke en zuidelijke huiswinterkoning. Echter, op grond van onderzoek gepubliceerd in 2021 en 2024 is de aparte soortstatus verdedigbaar.

### Ondersoorten
Er worden drie ondersoorten onderscheiden:
- T. m. guadeloupensis: Guadeloupe (mogelijk uitgestorven).
- T. m. rufescens: Dominica
- † T. m. martinicensis: Martinique (uitgestorven).